# Politische Geographie

Wahlkreiseinteilung in Belfast, Nordirland: kommt es zu einer Segregation mehrerer Bevölkerungsgruppen mit unterschiedlicher politischer Ausrichtung wie etwa DUP und Sinn Féin, ist auch mit unterschiedlichen Mehrheiten in den Wahlkreisen zu rechnen

Die Politische Geographie als Teilbereich der Humangeographie/Kulturgeographie untersucht die Zusammenhänge zwischen Macht und Raum, folglich also Wechselbeziehungen zwischen (natur-)räumlichen Gegebenheiten und politischem Handeln von Akteuren sowie gesellschaftlichen Prozessen und Verhältnissen.
Insbesondere im deutschsprachigen Kontext hat diese Teildisziplin eine wechselvolle Geschichte, die von der Begründung als Geopolitik über die politische Instrumentalisierung im Nationalsozialismus bis zu aktuellen diskursanalytischen und herrschaftskritischen Ansätzen reicht.

## Disziplingeschichte
Die Auseinandersetzung mit der Verknüpfung räumlicher Strukturen und politischer Machtverhältnisse lässt sich bis in die Schriften Aristoteles zurückverfolgen. Explizit hat sich erstmals Friedrich Ratzel mit Wechselwirkungen zwischen räumlichen Gegebenheiten und staatlicher Organisation beschäftigt und damit die Teildisziplin Politische Geographie begründet. In seinen Arbeiten, etwa in seinem Hauptwerk „Politische Geographie“ von 1897, herrschen dabei noch geodeterministische Vorstellungen vor, Räume und damit territoriale Gebietseinteilungen seien quasi per Naturgesetz gegeben. Zudem wurde der Nationalstaat als eine Art organisches Ganzes aufgefasst (Staatsorganizismus). Vergleichbar mit dem Überlebenskampf eines Lebewesens, sei das Fortbestehen einer Nation deshalb nur durch territoriale Expansion und soziale Unterdrückung anderer Völker gewährleistet (Wolkersdorfer: 2001). Im Anschluss an Ratzel hat insbesondere der Schwede Rudolf Kjellén (1864–1922) und später der an der Münchner Universität lehrende Geographieprofessor Karl Haushofer (1869–1946) diese geodeterministischen Vorstellungen weiter ausgeführt und zugespitzt.
Die von diesen Autoren nahegelegte Forderung nach einer Einheit von Staat, Volk und Boden und dem daraus resultierenden Naturzwang eines „Kampfes um Lebensraum“ bot eine willkommene pseudo-wissenschaftliche Begründungsfolie für die nationalsozialistische Blut-und-Boden-Ideologie und wurde entsprechend propagandistisch zur Begründung der Vernichtungskriege in Osteuropa herangezogen. Nach dem Zweiten Weltkrieg war die Geopolitik in der Bundesrepublik Deutschland sowohl im allgemeinen Sprachgebrauch, als auch im wissenschaftlichen Diskurs dadurch nachhaltig diskreditiert. In der Folge verlor die politisch-geographische Forschung in Deutschland weitgehend an Bedeutung und konzentrierte sich auf politisch unverfängliche und deskriptive Disziplinen (z. B. Wahlgeographie). Im angelsächsischen Sprachraum verlief die Entwicklung etwas anders. Der Einfluss der bekanntesten Vertreter einer auch im politischen Sinne mitgestaltenden Geopolitik, wie etwa Alfred Thayer Mahan oder Halford Mackinder, blieb hier, auch nach dem Zweiten Weltkrieg, teilweise erhalten, wobei die Idee, einer im Sinne der klassischen Geopolitik notwendigen expansiven Staatspolitik, an die Zeit angepasst und weiterentwickelt wurde (Helmig: 2007).

## Aktuelle Konzepte
Während in den 1970er Jahren die Verbindung von Raum und Gesellschaft von vielen Sozialwissenschaftlern in Frage gestellt wurde, findet seit den 1990er Jahren disziplinübergreifend ein deutlicher Trend zur Untersuchung des Raumbezugs gesellschaftlicher Phänomene statt. Spätestens seit dem derart neu erwachten Interesse in den Nachbardisziplinen erfährt auch die Politische Geographie wieder zunehmend Aufmerksamkeit. Das Ende des Kalten Krieges und die damit verbundene Neuordnung des Staatensystems sowie die veränderten, zunehmend entstaatlichten Konfliktfelder der internationalen Politik, bilden die Forschungsgrundlage für neue politisch-geographische Fragestellungen.
Um den Wandel der gesellschaftlichen Raum-Macht-Strukturen auf allen Maßstabsebenen besser nachzuvollziehen, haben sich in der Politischen Geographie drei Konzepte besonders hervorgehoben: die „Radical Geography“, die „Critical Geopolitics“ (Kritische Geopolitik) und die „Geographische Konfliktforschung“ (vgl. Reuber und Wolkersdorfer 2007: 756).

### Radical Geography
Die Radical Geography hat ihre Wurzeln in den 1970er-Jahren im angloamerikanischen Sprachraum. Sie setzt ihren Schwerpunkt nicht auf die Analyse von Nationalstaaten, sondern auf generelle Raum-Macht-Asymmetrien verschiedener räumlicher Maßstabsebenen. Dabei sieht sie sich nicht nur als bloße beschreibende Theorie, sondern vielmehr als reformorientierte Gesellschaftstheorie mit Bezug zum Neomarxismus.
Insbesondere David Harvey prägte die Radical Geography. Von einer zunächst liberalen Auslegung raumwissenschaftlicher Ansätze, wendete er sich in zunehmendem Maße den Erklärungsangeboten des Marxismus zu. Ziel ist die Erforschung sozioökonomischer räumlicher Ungleichheiten, deren Ausgangspunkt häufig das marktwirtschaftlich-kapitalistische System ist und somit in der Kritik steht.
Soziale Ungleichheiten werden als Folge der Kontrolle über Ressourcen durch politische und ökonomische Eliten gesehen, die dabei einem großen Teil der Menschen den Zugang dazu verwehren und sie somit ausbeuten. Diese Herrschaftsverhältnisse sind sowohl auf lokaler Maßstabsebene als auch auf der internationalen Ebene der Geopolitik erkennbar (vgl. Reuber und Wolkersdorfer 2007: 756).

### Critical Geopolitics (Kritische Geopolitik)
Gegen Ende der 1970er Jahre entstand insbesondere im angelsächsischen Sprachraum, sowie in Frankreich eine Strömung, welche allgemein als 'critical geopolitics' bezeichnet wird. Im anglo-amerikanischen Kontext war Stichwortgeber dieser Richtung der Politischen Geographie insbesondere Gearóid Ó Tuathail. Wie der Name bereits andeutet, geht es bei dieser Forschungsrichtung vor allem um eine Kritik an geläufigen Vorstellungen geopolitischer Zusammenhänge. Die Annahme, räumliche Strukturen und territoriale Grenzziehungen seien per se gegebene Faktoren etwa für die Bildung und Gestaltung von Nationalstaaten, wurde hierbei negiert. Nicht der Raum habe somit Einfluss auf die Entwicklung einer Gesellschaft, sondern umgekehrt prägen erst spezifische räumliche Vorstellungen und politische Intentionen die Strukturierung und Gliederung des Raumes. Grenzziehungen und Attributionszuschreibungen geschehen dabei jedoch niemals wertneutral, weshalb Räume und räumliche Vorstellungen eindeutig sozial konstruiert sind und erst innerhalb eines spezifischen gesellschaftlichen Diskurses entstehen. Im Zentrum der Analyse steht deshalb ein so genanntes 'diskursives Dreieck', wobei die wechselseitigen Beeinflussungen von Raum, Macht und Wissen untersucht werden (Lossau 2001).

### Geographische Konfliktforschung
Die Geographische Konfliktforschung beschäftigt sich mit den Handlungen von Akteuren im Kontext von Auseinandersetzungen um „Macht und Raum“ in lokal-globalen Konfliktfeldern, welche von der hierarchischen Verteilung der Büros in einer öffentlichen Verwaltung, über architektonische Repräsentation der Macht eines Staates bis zu regionalen Stammeskonflikten in afrikanischen Gesellschaften oder internationalen Konflikten reichen.
In einem haben alle etwas gemein, physisch-materielle Aspekte bilden neben der Arena auch oft den Mittelpunkt sozialer Auseinandersetzungen. Räumlich lokalisierte Ressourcen und symbolische Potenziale können Verfügungs-, Gestaltungs- und Kontrollkonflikte auslösen. Hauptaugenmerk der geographischen Konfliktforschung liegt dabei auf drei wesentlichen Elementen: den einzelnen Akteuren oder dem einzelnen Akteur, den gesellschaftspolitischen Rahmenbedingungen und den räumlichen Strukturen. Aus diesen drei Elementen lassen sich drei Grundfragen formulieren:
1. Nach welchen Zielen und mit welchen Strategien handelt der einzelne Akteur bei raumbezogenen Nutzungs- oder Verteilungskonflikten?
2. Wie beeinflussen das Zusammenwirken der Akteure und die Regeln bzw. Strukturen der soziopolitischen Institutionen, in die sie eingebunden sind, den raumbezogenen Konflikt?
3. In welcher Weise lassen sich räumliche Bezüge konzeptionell angemessen in eine handlungsorientierte Politische Geographie integrieren?

Die Ergebnisse einer Untersuchung können der Politikberatung bzw. der allgemeinen politischen Bildung nützlich sein (vgl. Reuber und Wolkersdorfer 2007: 759ff).

## Aktuelle Forschungsschwerpunkte
Gerade in dem Zusammenspiel beider oben beschriebenen Teilbereiche liegt das Potential der derzeitigen politischen Geographie. So kann mittels einer diskurstheoretischen Herangehensweise versucht werden, bestehende geodeterministische Leitbilder zu dekonstruieren und somit zu einem besseren Verständnis zwischen potentiellen Konfliktparteien beizutragen. Ergänzend wird mittels der geographischen Konfliktforschung bestimmt, welche Motivation und Ursachen hinter verschiedenen Interessensgegensätzen stehen, wobei verstärkt die verschiedenen Akteure selbst in den Mittelpunkt gerückt werden. Reuber (2002) weist dabei folgende sechs Kernbereiche der politischen Geographie aus:
1. Politische Konflikte um Ökologische Ressourcen (inkl. Politische Ökologie)
2. Politische Konflikte um territoriale Kontrolle und Grenzen
3. Politische Konflikte um raumbezogene Identität
4. Die symbolische Repräsentation politischer Macht
5. Globalisierung und neue internationale Beziehungen
6. Regionale Konflikte und neue soziale Bewegungen